# El Moral (Cáceres)
El Moral es una alquería abandonada del concejo de Pinofranqueado, en la provincia de Cáceres, Comunidad Autónoma de Extremadura (España).
- Datos: Q5822539